# Grattacielo delle Poste
Il Grattacielo delle Poste (noto anche con vari nomi tra cui Edificio delle Poste, Torre del Ministero delle Poste, Palazzo delle Poste o Torri delle Poste) è un grattacielo, costruito tra il 1969 e il 1976, situato tra via Cristoforo Colombo, viale America e viale Europa a Roma nel quartiere dell'Eur. 
Progettato dagli architetti Giorgio Biuso, Pietro Ferri, Leonardo Foderà, Mario Paniconi, Giulio Pediconi e Luigi Vagnetti, ospita la sede legale delle Poste Italiane.